# August Bark
August Bark, född den 1 september 1818 i Marstrand, Göteborgs och Bohus län, död den 4 april 1879 i Göteborgs domkyrkoförsamling, Göteborg, var en svensk industriman.

## Biografi
Bark gick tidigt i snickarlära hos sin far och han kom senare att genomgå Kjellbergska hantverksskolan och delvis Chalmerska slöjdskolan i Göteborg och Slöjdskolan i Stockholm. Studierna fortsatte vid kejserliga akademin i Petersburg, där han även för en tid var anställd vid den stora snickerifabriken Les Grands. 
Sedan han återvänt till Sverige blev han för en tid delägare vid Willerdingska snickerifabriken i Göteborg, men for 1853 till Australien där han byggde hus åt nyanlända invandrare. Han fortsatte därifrån till Amerika, där han såg hur maskiner kunde effektivisera träindustrin. Därefter for han till England.

## Bark & Warburg
Hemkommen till Göteborg 1855, grundade Bark en träförädlingsfabrik, som drevs med amerikanska ångmaskiner på fem hästars. Efter några år utvidgades anläggningen och drivkraften till fjorton hästkrafter. År 1861 blev han och snickerimästaren Gustaf Simon Warburg kompanjoner under firmanamnet "Bark & Warburg" och verksamheten utvidgades ytterligare. Då det 1872 behövdes ytterligare kapital, ombildades firman till aktiebolag, i vilket Bark blev den störste delägaren och dess disponent. I mitten av 1870-talet hade fabriken 200 anställda och två ångmaskiner om tillsammans 150 hästkrafter.

## Patent
År 1863 fick Bark patent på husbyggnader, vilka Kungliga sjöförvaltningen använde sig av och i början av 1870-talet fick han patent på maskiner för tillverkning av vagnshjul.

## Barkehusen
På 1870-talet lät Bark bygga åtta tvåvånings trähus i kvarteret Knipelyckan vid Djurgårdsplatsen i Majorna. De var avsedda som arbetarbostäder för de anställda vid snickerifabriken och kallades Barks patent på grund av sitt säregna utseende. Senare blev husens smeknamn förkortat till Barkehusen. De revs 1973.